# Breda Pergar
Breda Pergar (poročena Kravarič), slovenska atletinja, * 22. februar 1953, Maribor, † 27. april 1989, Korenica, Hrvaška.
Breda Pergar je za Jugoslavijo nastopila na Poletnih olimpijskih igrah 1980 v Moskvi, kjer je v teku na 1500 m izpadla v prvem krogu. Leta 1981 je na Poletni univerzijadi v Bukarešti osvojila zlato medaljo. S časom 8:53.78 je zmagala v teku na 3000 m. 
Življenje je izgubila v prometni nesreči.